# Zračna luka Juan Santamaría
Međunarodna zračna luka Juan Santamaría (španjolski: Aeropuerto Internacional Juan Santamaría) (IATA: SJO, ICAO: MROC), međunarodna je zračna luka u provinciji Alajueli, oko 20 km od središta San Joséa, glavnog grada Kostarike. Ime je dobila po kostarikanskom nacionalnom heroju Juanu Santamaríji, hrabrom bubnjaru koji je poginuo 1856. braneći domovinu od snaga koje je predvodio američki pirat William Walker.

## Galerija slika
- Izlazi 4 i 5 na srednjem putničkom terminalu
- Kontrolni toranj
- Izlazi 13, 14, 15 i 16
- Unutrašnjost
- Zgrada terminala i glavna pista, 2003.
- Check-in u glavnom terminalu

## Vanjske poveznice
- Službene stranice